# Vyšhorodský rajón
Vyšhorodský rajón (ukrajinsky Вишгородський район) je okres (rajón) v Kyjevské oblasti na Ukrajině. Hlavním městem je Vyšhorod a má 131 957 obyvatel.
Po administrativně-teritoriální reformě v červenci 2020, se do Vyšhorodského rajónu přidaly rajóny Poliske a Ivankiv společně s uzavřenou černobylskou zónou.

## Geografie
Vyšhorodský rajón je nejsevernější rajón v Kyjevské oblasti, na severu hraničí s Běloruskem, na západě s Černihivskou oblastí, na východě s Žytomyrskou oblastí a na jihu s Kyjevem a rajónem Buča.
V rajóně se také nachází tzv. Kyjevské moře, do kterého ústí řeky Teteriv, Dněpr a Irpiň a u města Vyšhorod se nachází i vodní elektrárna. Na severu se také nachází uzavřená černobylská zóna s opuštěnými městy Pripjať a Poliske.